# Nephtys brachycephala
Nephtys brachycephala är en ringmaskart som beskrevs av Moore 1903. Nephtys brachycephala ingår i släktet Nephtys och familjen Nephtyidae. Inga underarter finns listade i Catalogue of Life.